# Patrouille de France

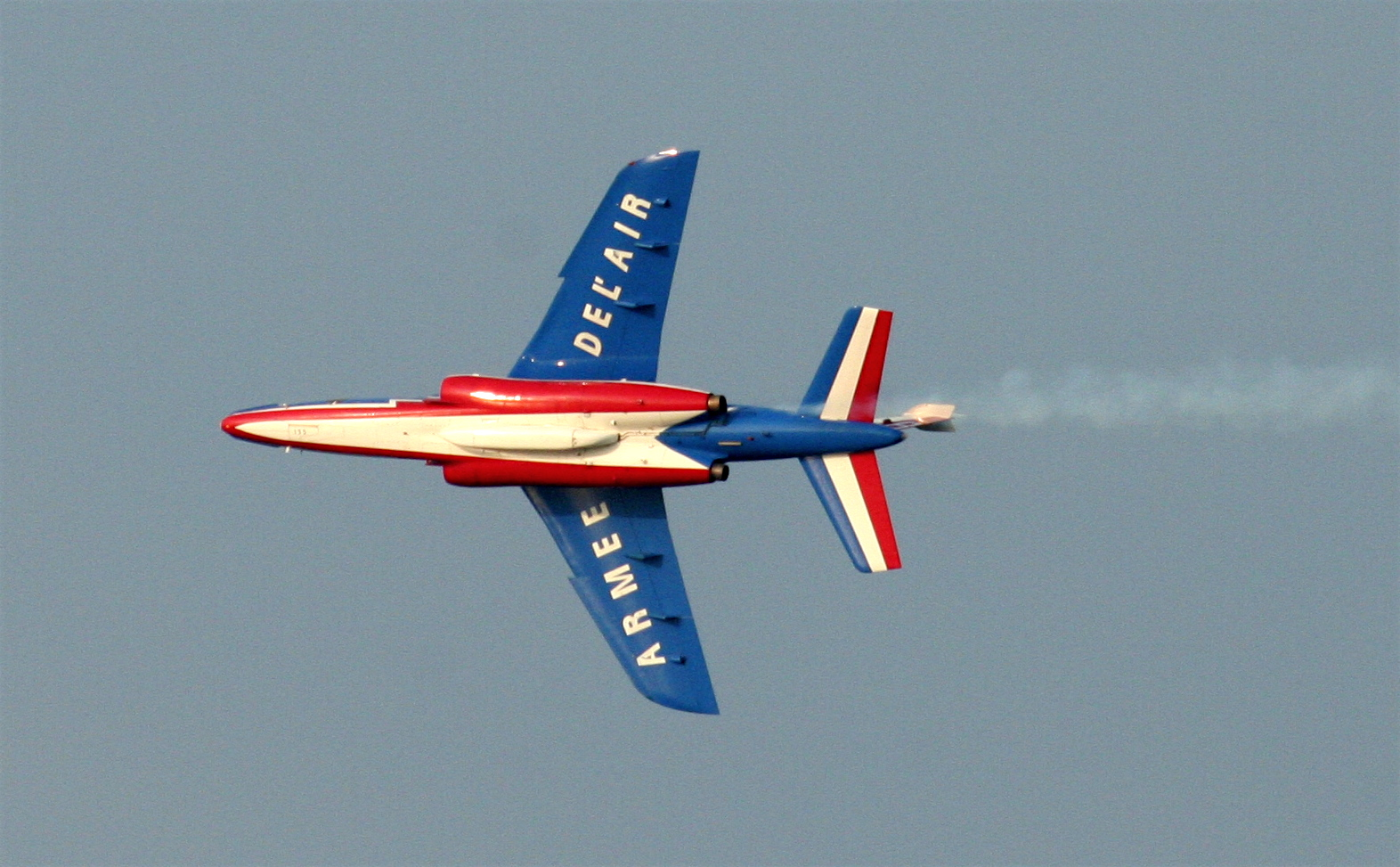
Samolot Alpha Jet w barwach Patrouille de France

Patrouille de France (pełna nazwa: Patrouille Acrobatique de France, pl. Francuski Zespół Akrobacyjny) – zespół akrobacyjny Francuskich Sił Powietrznych.
Zespół lata na samolotach Alpha Jet.

## Historia
W 1931 roku we Francji po raz pierwszy odbył się pierwszy pokaz lotniczy, który wykonali instruktorzy lotnictwa ze szkoły w Etampes. Stacjonujący na lotnisku Etampes-Montdésir zespół Patrouille d'Etampes posiadał 3 samoloty Morane-Saulnier 230 (MS 230) i kilka MS 225. Rezultaty szkolenia akrobacyjnego były olbrzymie, grupa została wybrana do udziału w zawodach organizowanych we Francji i poza nią. W 1934 roku we Francji istniała też inna grupa lotnicza, której sławę przyniósł pokaz lotu samolotami połączonymi ze sobą kablami. 

W 1937 roku zespół przeniósł się do Salon-de-Provence. Zmieniono też nazwę grupy na Patrouille de l'école de l'air, co oznacza po francusku Zespół Akrobacyjny Francuskiej Akrobacyjnej Akademii Sił Powietrznych. Działalność pilotów przerwała II wojna światowa. Po jej zakończeniu, w 1946 roku były pilot Patrouille d'Etampes - kpt. Perrier stworzył Patrouille de Tours w Szkole Instruktorów w Tours. W 1947 roku piloci zostali przeniesieni z powrotem do Etampes. W następnym roku piloci występowali pod nazwą Escadrille de Présentation de l'armee de l'air, co oznacza Eskadra Akrobacyjna Francuskich Sił Powietrznych. Nazwę tę nadało zespołowi ministerstwo lotnictwa. Grupa ta wyposażona w Stampe SV 4C miała reprezentować Armeé de L'air na pokazach aeronautycznych. Skrzydła myśliwskie zostały też zaopatrzone w samoloty Vampire i Thunderjety. Zespół latał do 1953 roku. 
W roku 1950 major Gauthier z 2. Skrzydła utworzył w Dijon zespół latający na samolotach Vampire. W 1951 roku w 4. Skrzydle powstał kolejny zespół- założył go kpt. Marias. w 1952 roku mjr Delachenal i trzech innych pilotów z 3. Skrzydła w Reims trenowali na Thunderjetach. 
Z pilotów tych skrzydeł utworzono w 1953 roku Patrouille de France. Pierwszy raz zostali tak nazwani piloci grupy z 3. Skrzydła.
W 1954 roku dowództwo zadecydowało, że w 2 Skrzydle w Dijon powstanie nowe Patrouille de France. W tym samym roku wprowadzono do armii pierwsze samoloty Dassault MD 450 Ouragan. Od 1953 do 1963 zespół tworzyły cztery skrzydła myśliwskie. Swój wkład w historię miały: 12. Skrzydło z Cambrai, 4. Skrzydło z Bremgarten, 2. Skrzydło z Dijon i 7. Skrzydło z Nancy. Latały one na samolotach Dassault MD 450 Ouragan oraz Dassault MD 454 Mystère IVA. 
W styczniu 1964 roku grupa została rozwiązana. Mimo to, Akademia Francuskich Sił Powietrznych kontynuowała tradycję grupy. Ich zacięcie akrobatyczne opłaciło się - minister obrony powierzył im rolę rozwiązanego wcześniej Patrouille de France. Grupa pokazowa posiadała na początku tylko 6 samolotów Fouga CM.170 Magister, później powiększyła się do dziewięciu, a w końcu jedenastu maszyn. 16 września 1980 roku odbył się w Salon-de-Provence ostatni pokaz na CM.170. Patrouille de France otrzymało nowe francusko-niemieckie samoloty Alpha Jet. W 1981 piloci latali na siedmiu takich maszynach, rok później na ośmiu.

## Byłe samoloty Patrouille de France i grup z których się on wywodzi

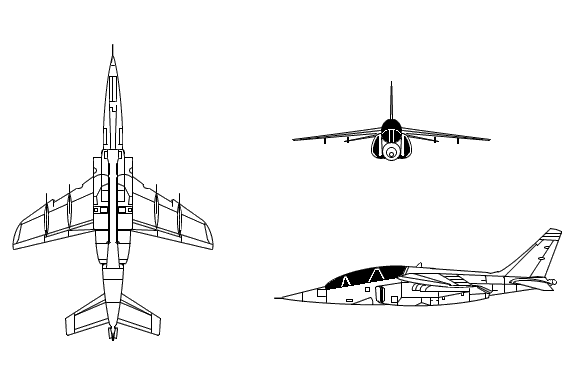
Rzuty samolotu Alpha Jet, na którym obecnie latają piloci Patroille de France

- Morane Saulnier MS 230
- Morane Saulnier MS 225
- Blériot Spad 510
- Stampe SV 4C
- De Havilland Vampire Mark 5
- Republic F 84 G Thunderjet
- Dassault MD 450 Ouragan
- Dassault MD 454 Mystère IVA
- Fouga CM.170 Magister

## Obecni piloci

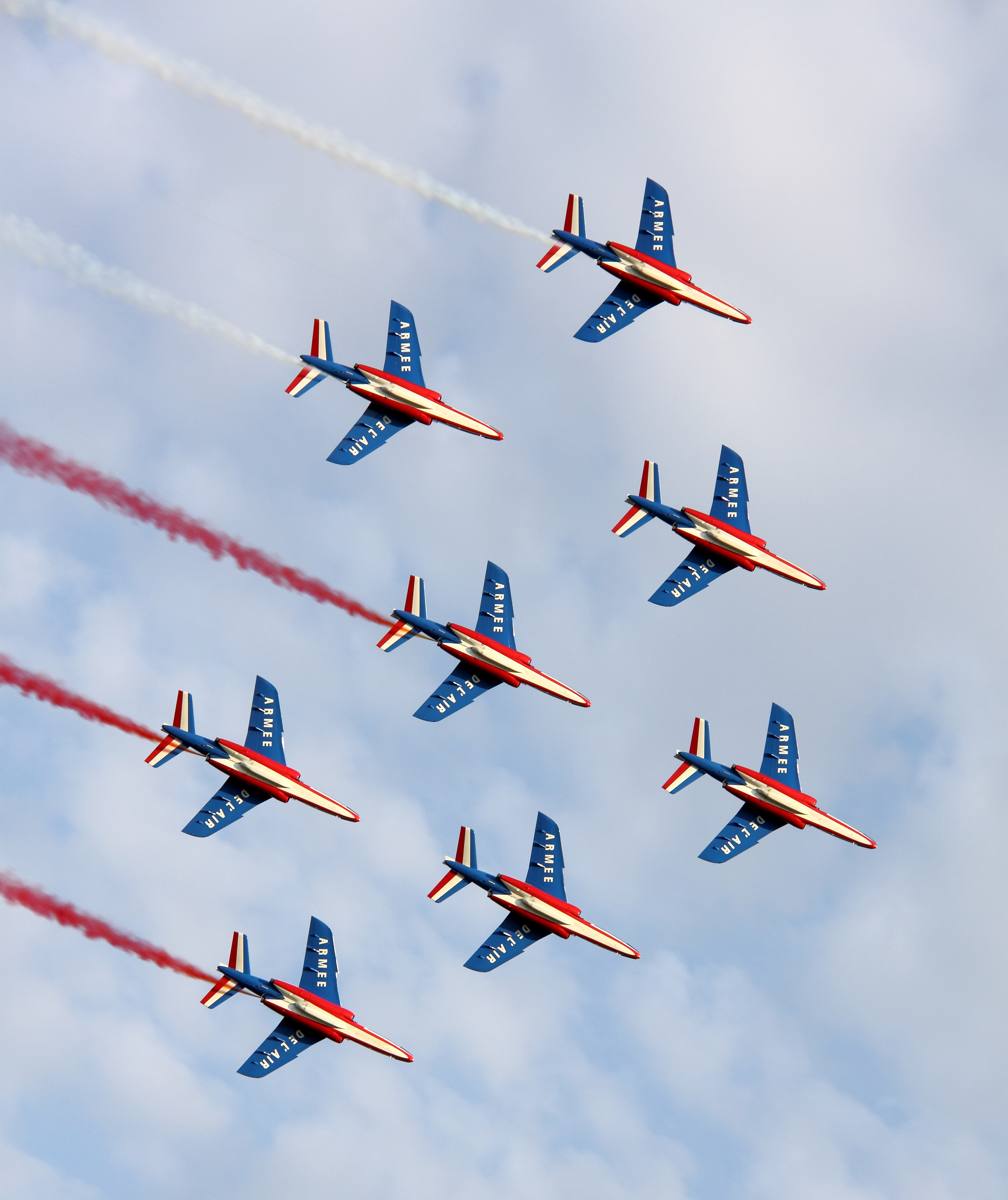
Zespół podczas wykonywania akrobacji

1. kom. Bertrand Nivard
2. kpt. Ludovic Bourgeon
3. kpt. François Breton
4. kpt. Fabien Coukibaly
5. kpt. Thierry Loine
6. kpt. Eric Gerrer
7. kpt. Christophe Pera
8. kpt. Antoine Monhee
9. kpt. Jean Louis Roland

## Inne
- Co rok na średnio trzy lata wstępują do PDF trzej nowi piloci.
- Oficerowie i dowódcy eskadr z nalotem na myśliwcach odrzutowych minimum 1500 godzin rekrutowani są bezpośrednio z jednostek bojowych.
- Podczas okresu zimowego (listopad-kwiecień) piloci rozwijają swój program, co wymaga dwóch wylotów na dzień. Jako baza zimowa służy lotnikom lotnisko w Salon-de-Provence. Było ono w 1964 roku siedzibą ich poprzedników.